# Ledce (kraj pilzneński)
Ledce – miejscowość i gmina (obec) w Czechach, w kraju pilzneńskim, w powiecie Pilzno Północ. W 2022 roku liczyła 845 mieszkańców.